# Serhij Ljulka
Serhij Mykolajovyč Ljulka (ukrajinsky Сергій Миколайович Люлька; * 22. říjen 1990, Kyjev) je ukrajinský fotbalový obránce, hráč klubu Metal Kharkiv.

## Klubová kariéra
Odchovanec ukrajinského FK Dynamo Kyjev, kde se propracoval až do A-týmu, zde se však neprosadil a působil poté v rezervních týmech FK Dynamo Kyjev C a FK Dynamo Kyjev B.
V létě 2012 odešel na hostování do FC Slovan Liberec. Nastoupil v dvojutkání předkola play-off Evropské ligy 2012/13 proti ukrajinskému týmu Dněpr Dněpropetrovsk. 23. srpna 2012 remizoval Liberec doma 2:2, v odvetě 30. srpna na Ukrajině prohrál 2:4 a do skupinové fáze Evropské ligy se nekvalifikoval. Serhij dostal ve druhém utkání žlutou kartu. V Gambrinus lize debutoval 28. července 2012 proti domácímu týmu 1. FK Příbram (výhra Liberce 4:0).
Po půlroce se vrátil zpět do Kyjeva.
Poté hostoval v FK Hoverla Užhorod. V lednu 2015 byl na testech ve Spartě Praha, ale angažmá nezískal. V lednu 2016 přestoupil z Dynama Kyjev do Slovanu Liberec, kde v minulosti hostoval.
V červenci 2016 se vrátil na Ukrajinu a podepsal smlouvu s týmem FK Černomorec Oděsa.